# 垂直記号
垂直記号（すいちょくきごう）は「⊥」の形をした幾何学で用いられる記号である。

## 概要
垂直記号は、下線の中央上に接する縦線を引く図形を書く。垂直記号の前後が垂直であることを示す。
似た記号に直角記号「∟」があるが、これは角が直角であることを示すために3頂点の前に使用される図形のため、垂直記号とは異なる。

### 使用例
```
AB ⊥ CD （線分ABと線分CDが垂直の位置にあることを示す。）
```

```
⊿ABC ⊥ ▱DEFG （直角三角形ABCと平行四辺形DEFGが垂直の位置にあることを示す）
```

## その他の用法
- 2つの整数が互いに素であることを示す記号として使われることがある。

```
14 ⊥ 15
```

- 2つの事象が独立であることを示す記号として使われることがある。

## 符号位置
LaTeX では \perp を用いる。
| 記号 | Unicode | JIS X 0213 | 文字参照          | 名称               |
| ---- | ------- | ---------- | ----------------- | ------------------ |
| ⊥    | U+22A5  | 1-2-61     | &#x22A5; &#8869;  | UP TACK            |
| ⟂    | U+27C2  |            | &#x27C2; &#10178; | 垂直 PERPENDICULAR |